# NGC 7588
NGC 7588 é uma galáxia espiral (S) localizada na direcção da constelação de Pegasus. Possui uma declinação de +18° 45' 10" e uma ascensão recta de 23 horas, 17 minutos e 57,7 segundos.
A galáxia NGC 7588 foi descoberta em 3 de Novembro de 1864 por Albert Marth.